# Amaele Abbiati
Amaele Abbiati (Milano, 18 gennaio 1925 – Alessandria, 5 gennaio 2016) è stato un politico italiano.

## Biografia
Nato a Milano nel 1925, è sempre vissuto ad Alessandria, dove, nel 1943, si diplomò prima presso l'istituto magistrale e, successivamente, presso il locale liceo scientifico. Durante la seconda guerra mondiale fu partigiano appartenente al Gruppo di Azione Patriottica (GAP). Nel 1952 si laureò in lingue e letterature straniere presso l'Università di Torino; vinto il concorso, fu insegnante al liceo scientifico di Chiavari e alla ragioneria di Alessandria. Eletto sindaco nel 1964, sospese l'attività scolastica quando fu nominato deputato al parlamento italiano.
Con il sindaco Abbiati, Alessandria fu il primo comune capoluogo di provincia ad avere una giunta di centro sinistra.
Per la prima volta dal dopoguerra fu varato un piano quadriennale con provvedimenti selezionati in modo tale da promuovere lo sviluppo economico, sociale e demografico della città. Esigenza primaria fu quella di richiamare insediamenti industriali provenienti anche dall'estero; si ottenne che la Fiat costruisse una filiale sul terreno da essa acquistato tempo prima, dando lavoro a 250 operai. Circa 2 000 lavoratori furono poi assunti dall'industria Michelin insediatasi nella zona attrezzata di Spinetta.
Fu ricostruito il teatro municipale distrutto nel 1944 dai bombardamenti, fu realizzata la scuola media A. Vochieri e, nel settore assistenziale, fu ultimata la nuova casa di soggiorno per anziani, capace di ospitare 350 persone.
Per diretto interessamento del sindaco Abbiati fu possibile realizzare, presso il liceo musicale successivamente divenuto conservatorio, la prima edizione del concorso internazionale di chitarra classica, grazie alla competenza musicale del dott. Michele Pittaluga, nominato dalla giunta presidente del conservatorio.
Nel 1967 il sindaco Abbiati fu invitato dal Governo Federale degli Stati Uniti d'America a compiere, tra i dieci politici europei scelti ogni anno per un viaggio di informazione politico-amministrativa. In tale occasione venne insignito dal sindaco di New Orleans in Louisiana della cittadinanza onoraria.
Eletto deputato nel 1968, fu vicepresidente della Commissione di Vigilanza Rai e Capo Delegazione per missioni governative in Giappone e Nuova Zelanda.